# أل ويلسون (لاعب كرة قدم كندية)
أل ويلسون هو لاعب كرة قدم كندية كندي، ولد في 6 أبريل 1950 في دنكان، كولومبيا البريطانية ‏ في كندا.